# Furmanov (Oblast' di Ivanovo)
Furmanov è una città della Russia europea centrale (oblast' di Ivanovo). Pur essendone amministrativamente separata, è il capoluogo del rajon Furmanovskij.
Sorge sul fiume Šača (affluente del Volga), 33 chilometri a nordest del capoluogo Ivanovo.